# Coupe de la Major League Soccer 2022
La Coupe de la Major League Soccer 2022 est la 27e édition de la Coupe de la Major League Soccer et se joue le 5 novembre 2022 entre le Los Angeles FC, champion de la conférence Ouest et le Union de Philadelphie, champion de la conférence Est,. La rencontre se joue sur le terrain de la meilleure équipe au bilan de la saison régulière, à savoir Los Angeles.

## Contexte
Le Los Angeles FC et le Union de Philadelphie jouent leur première finale,,,. Les deux clubs se sont affrontés une fois en saison régulière et la rencontre s'est soldée par un match nul (2-2),. Le Los Angeles FC a remporté son deuxième Supporters' Shield cette année. Les deux équipes se rencontrent pour la première fois en séries éliminatoires.
Le Los Angeles FC a une chance de devenir la première équipe depuis le Toronto FC en 2017 à réaliser le doublé,. Ce n’est que la deuxième fois au cours des dix dernières années que le vainqueur du Supporters' Shield atteint la finale de la Coupe MLS. C’est la première fois depuis 2003 (en) que les deux têtes de série se qualifient pour s’affronter en finale,. L'entraîneur de Philadelphie, Jim Curtin a disputé cette rencontre.
Le Banc of California Stadium accueille la finale de la Coupe de la Major League Soccer,. La dernière finale de la coupe MLS en Californie remonte à 2014.

## Avant-match
L'arbitre désigné par la Major League Soccer est Ismail Elfath. Il a arbitré la finale du tournoi MLS is Back,. Nommé deux fois meilleur arbitre de l'année de Major League Soccer (en),. Il est assisté par Corey Rockwell et Ian Anderson. Joe Dickerson est le quatrième arbitre et Jeffrey Greeson désigné arbitre assistant de réserve. Drew Fischer (en) est chargé de l'arbitrage vidéo. Il est assisté de Jeff Muschik,.

## Parcours des finalistes
Chacune des deux équipes a fini première de sa conférence respective,. Par la suite, le Los Angeles FC remporte difficilement le derby (en) contre le Galaxy de Los Angeles en demi-finales de conférence, puis il élimine l'Austin FC en finale de conférence. Le Union de Philadelphie a éliminé le FC Cincinnati, puis le New York City FC, le tenant du titre. 
| Rang | Équipe                | Pts | J  | G  | N  | P  | Bp | Bc | Diff |
| ---- | --------------------- | --- | -- | -- | -- | -- | -- | -- | ---- |
| 1    | Los Angeles FC        | 67  | 34 | 21 | 4  | 9  | 66 | 38 | +28  |
| 2    | Austin FC             | 56  | 34 | 16 | 8  | 10 | 65 | 49 | +16  |
| 3    | FC Dallas             | 53  | 34 | 14 | 11 | 9  | 48 | 37 | +11  |
| 4    | Galaxy de Los Angeles | 50  | 34 | 14 | 8  | 12 | 58 | 51 | +7   |
| 5    | Nashville SC          | 50  | 34 | 13 | 11 | 10 | 52 | 41 | +11  |

| Rang | Équipe                | Pts | J  | G  | N  | P  | Bp | Bc | Diff |
| ---- | --------------------- | --- | -- | -- | -- | -- | -- | -- | ---- |
| 1    | Union de Philadelphie | 67  | 34 | 19 | 10 | 5  | 72 | 26 | +46  |
| 2    | CF Montréal           | 65  | 34 | 20 | 5  | 9  | 63 | 50 | +13  |
| 3    | New York City FC T    | 55  | 34 | 16 | 7  | 11 | 57 | 41 | +16  |
| 4    | Red Bulls de New York | 53  | 34 | 15 | 8  | 11 | 50 | 41 | +9   |
| 5    | FC Cincinnati         | 49  | 34 | 12 | 13 | 9  | 64 | 56 | +8   |

### Confrontation en 2022
| Date        | Domicile       | Score | Extérieur             | Stade                      |
| ----------- | -------------- | ----- | --------------------- | -------------------------- |
| 7 mai 2022, | Los Angeles FC | 2 - 2 | Union de Philadelphie | Banc of California Stadium |

## Match

### Feuille de match
| ·                |    |                          |          |
| Titulaires :     |    |                          |          |
|                  |    |                          |          |
| G                | 16 | 0 Maxime Crépeau         |          |
| DD               | 24 | 0 Ryan Hollingshead      |          |
| DC               | 3  | 0 Jesús Murillo (en)     |          |
| DC               | 25 | 0 Sebastien Ibeagha (en) |          |
| DG               | 12 | 0 Diego Palacios         |          |
| MC               | 20 | 0 José Cifuentes         |          |
| MC               | 6  | 0 Ilie Sánchez           |          |
| MC               | 23 | 0 Kellyn Acosta          | 91e      |
| AiD              | 10 | 0 Carlos Vela            | 97e      |
| AiG              | 99 | 0 Denis Bouanga          |          |
| AC               | 9  | 0 Cristian Arango        | 74e      |
|                  |    |                          |          |
| Remplaçants :    |    |                          |          |
| A                | 22 | 0 Kwadwo Opoku           | 74e 117e |
| A                | 37 | 0 Cristian Tello         | 62e      |
| A                | 11 | 0 Gareth Bale            | 97e      |
| G                | 77 | 0 John McCarthy (en)     | 117e     |
|                  |    |                          |          |
| Entraîneur :     |    |                          |          |
| Steve Cherundolo |    |                          |          |

| ·             |    |                      |            |
| Titulaires :  |    |                      |            |
|               |    |                      |            |
| G             | 1  | 0 Andre Blake        |            |
| DD            | 15 | 0 Olivier Mbaizo     |            |
| DC            | 5  | 0 Jakob Glesnes      |            |
| DC            | 3  | 0 Jack Elliott (en)  |            |
| DG            | 27 | 0 Kai Wagner         |            |
| MdC           | 8  | 0 José Martínez (en) |            |
| MC            | 16 | 0 Jack McGlynn       | 84e        |
| MC            | 31 | 0 Leon Flach         |            |
| MO            | 6  | 0 Dániel Gazdag      |            |
| AC            | 9  | 0 Julián Carranza    |            |
| AC            | 7  | 0 Mikael Uhre        | 71e        |
|               |    |                      |            |
| Remplaçants : |    |                      |            |
| A             | 19 | 0 Cory Burke         | 71e 120+1e |
| M             | 30 | 0 Paxten Aaronson    | 84e        |
| A             | 25 | 0 Chris Donovan (en) | 120+1e     |
|               |    |                      |            |
| Entraîneur :  |    |                      |            |
| Jim Curtin    |    |                      |            |

| ·                |    |                          |          |
| Titulaires :     |    |                          |          |
|                  |    |                          |          |
| G                | 16 | 0 Maxime Crépeau         |          |
| DD               | 24 | 0 Ryan Hollingshead      |          |
| DC               | 3  | 0 Jesús Murillo (en)     |          |
| DC               | 25 | 0 Sebastien Ibeagha (en) |          |
| DG               | 12 | 0 Diego Palacios         |          |
| MC               | 20 | 0 José Cifuentes         |          |
| MC               | 6  | 0 Ilie Sánchez           |          |
| MC               | 23 | 0 Kellyn Acosta          | 91e      |
| AiD              | 10 | 0 Carlos Vela            | 97e      |
| AiG              | 99 | 0 Denis Bouanga          |          |
| AC               | 9  | 0 Cristian Arango        | 74e      |
|                  |    |                          |          |
| Remplaçants :    |    |                          |          |
| A                | 22 | 0 Kwadwo Opoku           | 74e 117e |
| A                | 37 | 0 Cristian Tello         | 62e      |
| A                | 11 | 0 Gareth Bale            | 97e      |
| G                | 77 | 0 John McCarthy (en)     | 117e     |
|                  |    |                          |          |
| Entraîneur :     |    |                          |          |
| Steve Cherundolo |    |                          |          |

| ·             |    |                      |            |
| Titulaires :  |    |                      |            |
|               |    |                      |            |
| G             | 1  | 0 Andre Blake        |            |
| DD            | 15 | 0 Olivier Mbaizo     |            |
| DC            | 5  | 0 Jakob Glesnes      |            |
| DC            | 3  | 0 Jack Elliott (en)  |            |
| DG            | 27 | 0 Kai Wagner         |            |
| MdC           | 8  | 0 José Martínez (en) |            |
| MC            | 16 | 0 Jack McGlynn       | 84e        |
| MC            | 31 | 0 Leon Flach         |            |
| MO            | 6  | 0 Dániel Gazdag      |            |
| AC            | 9  | 0 Julián Carranza    |            |
| AC            | 7  | 0 Mikael Uhre        | 71e        |
|               |    |                      |            |
| Remplaçants : |    |                      |            |
| A             | 19 | 0 Cory Burke         | 71e 120+1e |
| M             | 30 | 0 Paxten Aaronson    | 84e        |
| A             | 25 | 0 Chris Donovan (en) | 120+1e     |
|               |    |                      |            |
| Entraîneur :  |    |                      |            |
| Jim Curtin    |    |                      |            |